# Trichoplusia ciliaris
Trichoplusia ciliaris là một loài bướm đêm trong họ Noctuidae.